# برتون (اورگن)
برتون (به انگلیسی: Barton) یک منطقهٔ مسکونی در ایالات متحده آمریکا است که در شهرستان کلاکاماس، اورگن واقع شده‌است.